# خیابان ابوسعید
خیابان ابوسعید با شماره‌گذاری معابر خیابان ۴۷۶ تهران یکی از خیابان‌های قدیمی تهران است که در منطقه ۱۱ شهرداری تهران، و در محله منیریه واقع شده است و جهت شرقی-غربی دارد. خیابان ابوسعید از شرق، از خیابان وحدت اسلامی شروع شده و در غرب به میدان منیریه ختم می‌شود. این خیابان در منطقه طرح ترافیک راهنمایی و رانندگی تهران بزرگ واقع شده است. نام این خیابان برگرفته از نام ابوسعید ابوالخیر، عارف و شاعر نامدار ایرانی سده چهارم و پنجم است.
ایستگاه مترو منیریه در منتهاالیه شرقی این خیابان قرار گرفته است.